# Museo di Leventina
Il Museo di Leventina è un museo etnografico con sede a Giornico nel Canton Ticino in Svizzera. Il museo è gestito dall'Associazione Museo di Leventina costituita nel 1967 e fa parte dell'Associazione musei etnografici ticinesi.
Il museo viene costituito nel 1966 da Diego Peduzzi e viene collocato nel 1972 nel complesso cinquecentesco di Casa Stanga.
Il museo è caratterizzato da una collezione di oggetti che permettono di conoscere l'arte sacra, la religiosità popolare, l'economia domestica, l'artigianato e i sistemi di trasporti del territorio. All'interno della collezione vi è anche un archivio di documenti e fotografie e l'archivio della poetessa Alina Borioli.

## La sede del museo in Casa Stanga
Il museo è collocato all'interno di un edificio costruito dalla famiglia Stanga, una famiglia patrizia di Giornico, come locanda intorno al XVI secolo. L'edificio è stato restaurato negli anni Trenta e negli anni Settanta e presenta sulla facciata affreschi di Domenico Caresana e Giovanni Battista Tarilli, opere del 1589 raffiguranti le effigie di alcuni personaggi di spicco che furono ospitati all'interno dell'edificio quando lo stesso costituiva una locanda. Sulla facciata è inoltre dipinta una Madonna con Bambino degli anni Trenta realizzata da Tita Pozzi.

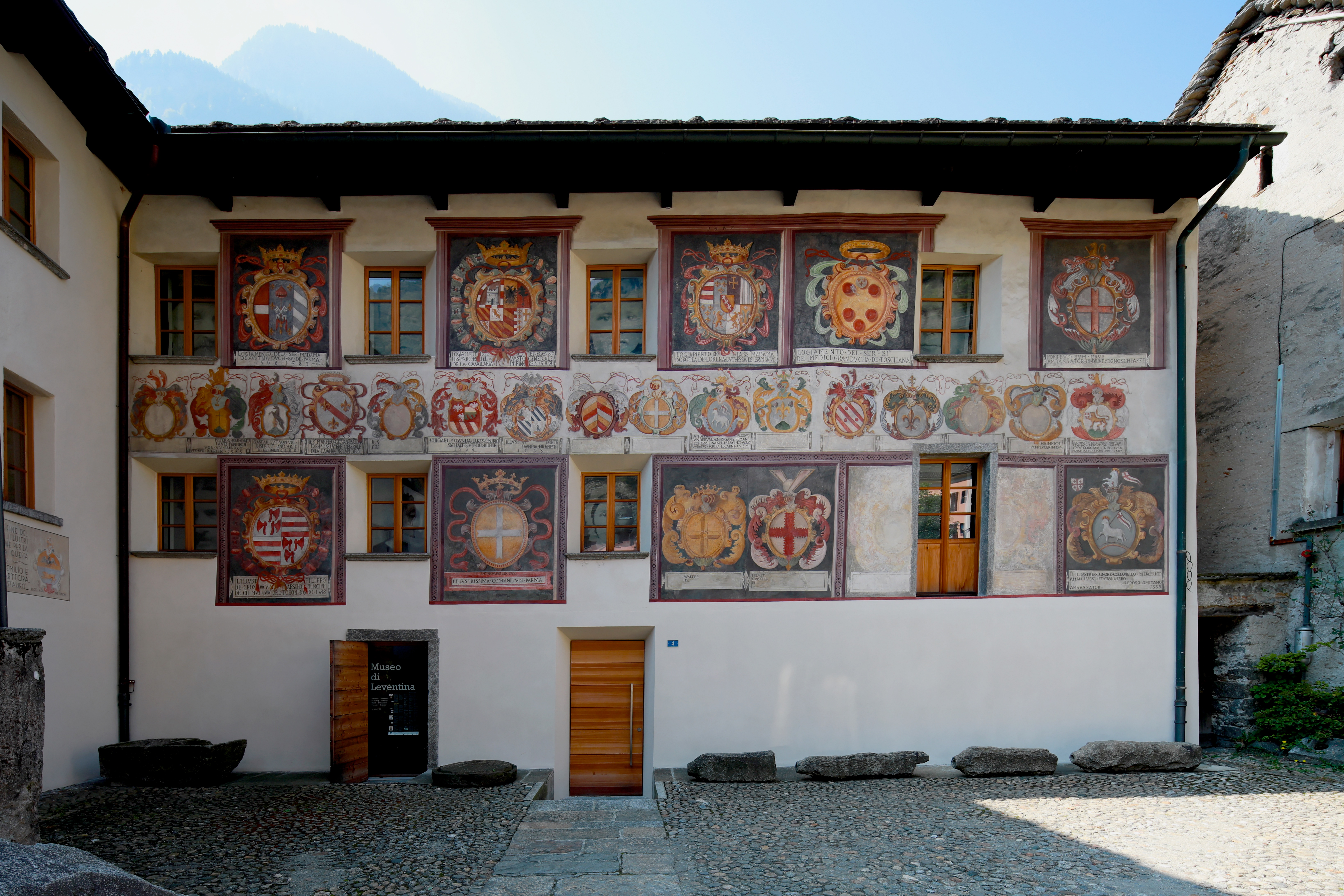
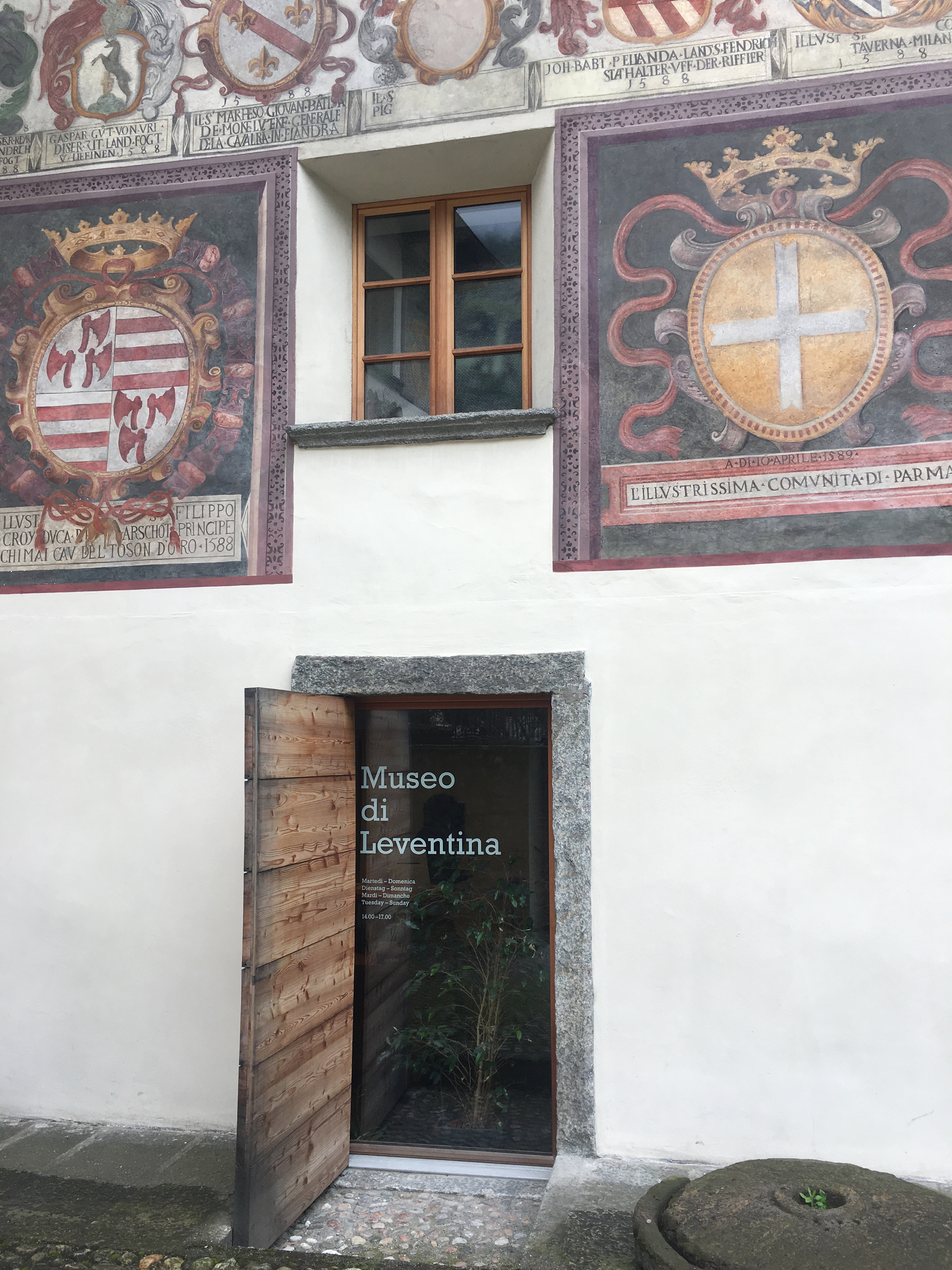